# Aulacorhynchus calorhynchus
Aulacorhynchus calorhynchus ("gulnäbbad tukanett") är en fågel i familjen tukaner inom ordningen hackspettartade fåglar. Den betraktas i allmänhet som underart till strimnäbbad tukanett (Aulacorhynchus sulcatus), men har getts artstatus av Birdlife International och IUCN, som kategoriserar den som livskraftig. Fågeln återfinns i Sydamerika i nordvästra Venezuela och nordöstra Colombia.